# BGL Luxembourg Open 2018
Il BGL Luxembourg Open 2018 è stato un torneo di tennis giocato sul cemento indoor. È stata la 28ª edizione del BGL Luxembourg Open, che fa parte della categoria WTA International nell'ambito del WTA Tour 2018. Si è giocato a Lussemburgo, in Lussemburgo, dal 15 al 20 ottobre 2018.

## Partecipanti WTA

### Teste di serie
| Nazionalità | Giocatore            | Ranking* | Testa di serie |
| ----------- | -------------------- | -------- | -------------- |
| Germania    | Julia Görges         | 9        | 1              |
| Spagna      | Garbiñe Muguruza     | 13       | 2              |
| Spagna      | Carla Suárez Navarro | 23       | 3              |
| Italia      | Camila Giorgi        | 32       | 4              |
| Rep. Ceca   | Kateřina Siniaková   | 33       | 5              |
| Croazia     | Donna Vekić          | 37       | 6              |
| Grecia      | Maria Sakkarī        | 42       | 7              |
| Francia     | Pauline Parmentier   | 49       | 8              |
| Belgio      | Kirsten Flipkens     | 51       | 9              |

- Ranking all'8 ottobre 2018

### Altre partecipanti
Le seguenti giocatrici hanno ricevuto una Wildcard per il tabellone principale:
- Fiona Ferro
- Mandy Minella
- Garbiñe Muguruza

La seguente giocatrice è entrata in tabellone tramite il ranking protetto:
- Margarita Gasparyan

La seguente giocatrice è entrata in tabellone come special exempt:
- Dayana Yastremska

Le seguenti giocatrici sono passate dalle qualificazioni:

- Belinda Bencic
- Eugenie Bouchard
- Arantxa Rus
- Kristýna Plíšková

La seguente giocatrice è entrata in tabellone come lucky loser:
- Varvara Lepchenko

### Ritiri
Prima del torneo
- Viktoryja Azaranka → sostituita da  Kateryna Kozlova
- Sorana Cîrstea → sostituita da  Dalila Jakupovič
- Camila Giorgi → sostituita da  Varvara Lepchenko
- Polona Hercog → sostituita da  Carina Witthöft
- Rebecca Peterson → sostituita da  Andrea Petković
- Mónica Puig → sostituita da  Anna Blinkova
- Venus Williams → sostituita da  Anna Karolína Schmiedlová
- Tamara Zidanšek → sostituita da  Johanna Larsson

Durante il torneo
- Andrea Petković

## Campionesse

### Singolare
Julia Görges ha battuto in finale  Belinda Bencic con il punteggio di 6-4, 7-5.
- È il sesto titolo in carriera per Görges, il secondo della stagione.

### Doppio
Greet Minnen /  Alison Van Uytvanck hanno battuto in finale  Vera Lapko /  Mandy Minella con il punteggio di 7–6(3), 6-2.